# 伊藤謙介
伊藤 謙介（いとう けんすけ、1937年12月17日 - ）は日本の実業家。京セラ代表取締役社長や、同社代表取締役会長、京都パープルサンガ代表取締役会長などを務めた。

## 人物・経歴
岡山県川上郡成羽町（現高梁市）出身。1956年岡山県立倉敷工業高等学校卒業、松風工業入社。松風工業の尊敬する上司だった稲盛和夫に誘われ、1959年京都セラミツク（現京セラ）の創業に参画した。1981年専務取締役。1985年代表取締役副社長。
1989年から京セラ代表取締役社長を務め、1997年からホテル京セラ代表取締役会長を兼務。創業40年目にあたる1999年に西口泰夫を後継に指名して代表取締役会長に退き、京都パープルサンガ代表取締役会長に就任。2003年ホテルプリンセス京都代表取締役会長。2005年京セラ取締役相談役。2009年京セラ相談役。2024年、地域文化功労者。
2007年から岡山で実施されている若手美術家を育成・奨励を目指したI氏賞には、運営基金を提供し名前のもとにもなっている。
2019年1月26日、高梁市成羽町下原に市が整備する文化ホールの建築費として5億円を寄付した。費用は同市成羽町地域の老朽化した公共施設を集約して2020年8月に開館した成羽複合施設（たいこまるプラザ）の建設費用の一部として使われた。館内には伊藤記念ホールも整備されている。